# Talaus triangulifer
Talaus triangulifer är en spindelart som beskrevs av Simon 1886. Talaus triangulifer ingår i släktet Talaus och familjen krabbspindlar. Inga underarter finns listade i Catalogue of Life.